# Zeppelin Staaken R.VI
El Zeppelin-Staaken R.VI fue un bombardero pesado biplano cuatrimotor construido por la firma Zeppelin-Staaken (originalmente ubicada en Gotha) utilizado por el Luftstreitkräfte (Cuerpo Aéreo del Ejército Imperial) durante la Primera Guerra Mundial. El R.VI destaca por  el número de aparatos construidos (18), mientras que de los proyectos siguientes como los R.VII y R.XIV solo se construyeron entre una y tres unidades.

## Historia y desarrollo
En septiembre de 1914, al comienzo de la Primera Guerra Mundial, Ferdinand von Zeppelin visualiza el concepto de un Riesenflugzeug (avión gigante) de bombardeo, que debería tener mayor tamaño que el biplano bimotor GI construido por la firma Gothaer Waggonfabrik. Con el concurso de los ingenieros de la firma Robert Bosch GmbH, creó el consorcio Versuchsbau Gotha-Ost (VGO), alquilando e instalándose en un hangar ubicado en los terrenos de la fábrica Gothaer. El ingeniero aeronáutico y diseñador, Alexander Baumann se convirtió en el ingeniero jefe y, más tarde, el equipo incluyó a otros notables ingenieros, entre ellos al asociado de Zeppelin, Claudius Dornier y en 1915 al pionero de la construcción de aviones totalmente metálicos Hugo Junkers así como al protegido de Baumann, Adolph Rohrbach. Casi todos los diseños de los Riesenflugzeug utilizaron diferentes configuraciones propulsoras, tanto en la disposición, (tractora o impulsora) como en su instalación.
El ingeniero A. Baumann era un experto en las técnicas de construcciones ligeras y dispuso la instalación de los cuatro motores en góndolas entre las cubiertas de las alas superior e inferior sujetas con montantes para distribuir las cargas con el fin de ahorrar peso en las alas.
El primer Riesenflugzeug fue el VGO.I, su construcción comenzó en septiembre de 1914, realizando su primer vuelo el 11 de abril de 1915; este aparato estableció el tamaño y la disposición básica de los futuros aviones gigantes de la firma. Era un biplano con fuselaje de costados planos y unidad de cola también biplana. Contaba con un tren de aterrizaje fijo con patín de cola y cuyas unidades principales constaban de varias ruedas, complementado por otras dos bajo la sección de proa. Inicialmente estaba propulsado por tres motores lineales Maybach Mb.IV de 240 hp (180 kW), dos impulsores y uno tractor; tenía una longitud de 42,20 m y configuración alar ligeramente en flecha. El VGO.I fue construido para la Marineflieger Abteilung (Servicio Aéreo de la Marina Imperial alemana) y sirvió en el frente oriental en el Marine Kommando LR.I ; más tarde modificado con dos motores adicionales en las góndolas, se estrelló cuando era probado en Staaken. Una máquina similar, al VGO.II también fue utilizado en el frente oriental.
La siguiente aeronave fue el VGO.III al que se le instalaron seis motores Mercedes D.III de 160 cv, dos en tándem en montantes entre cada ala en disposición en configuración push-pull y dos montados en pareja en el morro (tractora); este aparato fue asignado al Riesenflugzeug Abteilung (RFA) 500. En 1916 el consorcio VGO se traslada a Staaken, un suburbio de Berlín. El sucesor del VGO III se convirtió en el Staaken R.IV (número Idflieg R.12 / 15), y fue el único Zeppelin-Staaken tipo R en sobrevivir a la Primera Guerra Mundial; tenía la misma instalación motriz, pero con motores de seis cilindros en línea refrigerados por agua Benz BZ.IV de 228 hp (170 kW) en las góndolas y Mercedes D.III de 174 hp (129,75 kW) en el morro. El R.V volvió a utilizar cinco motores Maybach Mb.IV. 
En el otoño de 1916 en Staaken se habían completando el prototipo R.VI, y la versión R.VII del mismo diseño; el Idflieg ( Inspektion der Fliegertruppen) seleccionó el R.VI para la producción en serie entre otros diseños Riesenflugzeug. El pedido inicial de la Idflieg fueron tres, que, junto con todos los prototipos y aviones ya construidos sumaron en total 18 aeronaves, de las cuales la gran mayoría sirvió en el frente.
Con cuatro motores en tándem de accionamiento directo y configuración push-pull (dos hélices impulsoras y dos tractoras), y una cabina completamente cerrada, el diseño R.VI no requirió ninguno de los complejos engranajes de los otros tipos R. Cada bombardero R.VI costó 557.000 marcos y requería el apoyo de un equipo de tierra de 50 hombres. El R.VI contaba un tren de aterrizaje de 18 ruedas agrupadas en bogies de cuatro para soportar su peso y dos en el morro; llevaba dos mecánicos-artilleros de vuelo instalados en una barquilla abierta al lado de los motores. Las bombas se estibaban en una bodega de bombas interna que se encontraba debajo de los tanques de combustible centrales con tres bastidores cada uno capaz de albergar siete bombas. El R.VI era capaz de llevar hasta 2.000 kg de bombas PuW. 
Aunque fue diseñado por VGO, debido al alcance del proyecto, los R.VI de producción fueron fabricados por otras empresas: siete por Schütte-Lanz utilizando los cobertizos de Flugzeugwerft GmbH en Staaken, seis por Automobil und Aviatik AG (Aviatik) (la orden original era de tres) y cuatro por Albatros Flugzeugwerke.

## Historia operacional
El R.VI equipó dos unidades de la Luftstreitkräfte  (Cuerpo Aéreo del Ejército Imperial), los Riesenflugzeug-Abteilung (RFA) 500 y 501, con la primera entrega el 28 de junio de 1917.
Las primeras unidades operaron en el Frente Oriental, con sede en Alt-Auz y Vilua en Kurland (Letonia) hasta agosto de 1917. Casi todas las misiones fueron realizadas por la noche con cargas de 770 kg de bombas, a una altitud entre 2000 y 2400 m Las misiones eran de una duración de tres a cinco horas.
Más tarde el RFA 501 fue transferido a Gante, Bélgica para efectuar misiones contra Francia y Gran Bretaña, llegando en septiembre de 1917. Más tarde el 501 también se trasladaría primero a Sint-Denijs-Westrem (Flandes) y a continuación a Scheldewindeke, mientras que el RFA 500 se basó en Castinne, Francia, siendo sus objetivos principales los aeródromos y puertos franceses. 
El RFA 501, con un promedio de cinco R.VI disponibles, llevó a cabo 11 incursiones a Gran Bretaña entre el 28 de septiembre de 1917 y el 20 de mayo de 1918, lanzando 27.190 kg de bombas en 30 vuelos de combate. Los R.VI volaban de forma individual hacia sus objetivos en las noches de luna, requiriendo instrucciones de dirección por radio después del despegue, y a continuación utilizando el río Támesis como punto de referencia de navegación. Estas misiones de ida y vuelta de 550 km duraban siete horas. Ninguno se perdió en combate sobre Gran Bretaña (en comparación con los 28 bombarderos Gotha G derribados sobre Inglaterra), pero dos estrellaron al volver a su base en la oscuridad.
Cuatro R.VI fueron derribados en combate (un tercio del inventario operativo), otros seis quedaron destruidos en accidentes, de los 13 encargados durante la guerra. Seis de los 18 finalmente construidos sobrevivieron a la guerra o se completaron después del armisticio.

## Variantes
Dado que el modelo de mayor producción fue el R.VI se nombran a continuación diversas variantes de este mismo.
Zeppelin-Staaken R.VII
Se diferenciaba poco del R.IV; sin embargo, se instalaron dos motores Mercedes D.III en el morro y cuatro Benz Bz.IV y algunos cambios en los puntales de la unidad de cola. El único R.VII fue seriado como R 14/15, se estrelló durante su vuelo de entrega a la primera línea. Único ejemplar construido.
Zeppelin-Staaken R.XIV
Similar a los anteriores Zeppelin Staaken serie R. Solo difieren en el número e instalación de los motores y pequeños detalles. Los cinco motores Maybach Mb.IV se instalaron en las góndolas, dos parejas en configuración push-pull y uno en el morro. Se construyeron tres que fueron seriados como R 43/16 R 45/16, de los cuales el R 43/16 fue derribado por el capitán Yaille pilotando un Sopwith Camel del 151 Escuadrón de la RAF.
Zeppelin-Staaken R.XV
El R.XV también era propulsado por cinco motores Maybach e introdujo una gran aleta central en la unidad de cola, Tenía una envergadura de 42,20 m, un peso máximo en despegue de 14.450 kg y alcanzaba una velocidad máxima de 130 km/h. Su armamento defensivo constaba de seis ametralladoras. Se construyeron tres R.XV seriados como R 46/16 R 48/16, pero no hay pruebas que llevaron a cabo vuelos operativos.
Zeppelin-Staaken tipo "L" Hidroavión
Esencialmente un R.VI equipado con grandes flotadores de duraluminio de 13 m. Propulsado por cuatro motores Mercedes D.IVa de 260 cv; se le asignó el nº de serie 1432 por la Kaiserliche Marine , la aeronave se estrelló durante los ensayos; uno construido.
Zeppelin-Staaken Tipo 8301 Hidroavión
En un nuevo intento para desarrollar un hidroavión de gran utilidad para la Kaiserliche Marine, Zeppelin-Staaken utilizó las alas de un R.VI acopladas a un fuselaje totalmente nuevo, que incorporaba la gran aleta central del R.XV, la misma planta motriz y flotadores similares que el Tipo L. Fueron construidos tres ejemplares con los números de serie 8301, 8303 y 8304, de los cuales el 8301 también fue probado con un tren de aterrizaje terrestre, la existencia de 8302 no ha sido confirmada.
Zeppelin-Staaken R.XVI (Av)
Versión avanzada desarrollada por Aviatik, con dos Benz Bz.IVa en cada una de las góndolas; se empezaron a construir tres aviones de los que sólo se completó un único ejemplar antes del final del conflicto.

## Hallazgo reciente
En 2007, un grupo de historiadores estudio los restos de una aeronave encontrada por un agricultor francés en 1981. En un primer momento se pensó que se trataba de un Gotha G.V, pero después de los estudios de rigor se concluyó que se trataba del Zeppelin-Staaken R.VI n.º de serie R.34/16, estrellado el 21 de abril de 1918, tras una misión contra los aviones del Royal Flying Corps, destacados en el aeródromo de Saint-Omer, Francia. El R.VI fue derribado, al parecer por fuego antiaéreo del 2.º Ejército Británico al tratar de cruzar la línea del frente, pereciendo los siete miembros de la tripulación.

## Usuarios
- Imperio Alemán
Luftstreitkräfte
- Riesenflugzeugabteilung 500 (RFA 500)
- Riesenflugzeugabteilung 501 (RFA 501)
- Marineflieger

## Especificaciones técnicas
Referencia datos: Enciclopedia Ilustrada de la Aviación, Vol. 12, pag. 3119.

### Características generales
- Tripulación: 7
- Longitud: 22,10 m
- Envergadura: 42,20 m
- Altura: 6,30 m
- Superficie alar: 332 m²
- Peso vacío: 7.920 kg
- Peso cargado: 11.848 kg
- Planta motriz: 4× Maybach Mb.IV o Mercedes D.IV, 6 cilindros en línea refrigerados por líquido.
  - Potencia: 245 / 260 cv cada uno.
- Diámetro de la hélice: 4.260 mm

### Rendimiento
- Velocidad máxima operativa (Vno): 135 km/h
- Alcance: 800 km
- Alcance en combate: 7-10 h
- Techo de vuelo: 4.300 m

### Armamento
- Ametralladoras: 4× Parabellum MG14 de 7,92 mm
- Bombas: hasta 2.000 kg de bombas convencionales

## Galería

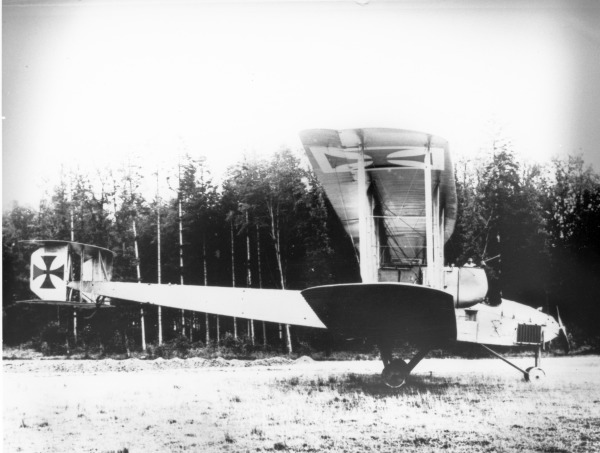
Riesenflugzeug VGO.I
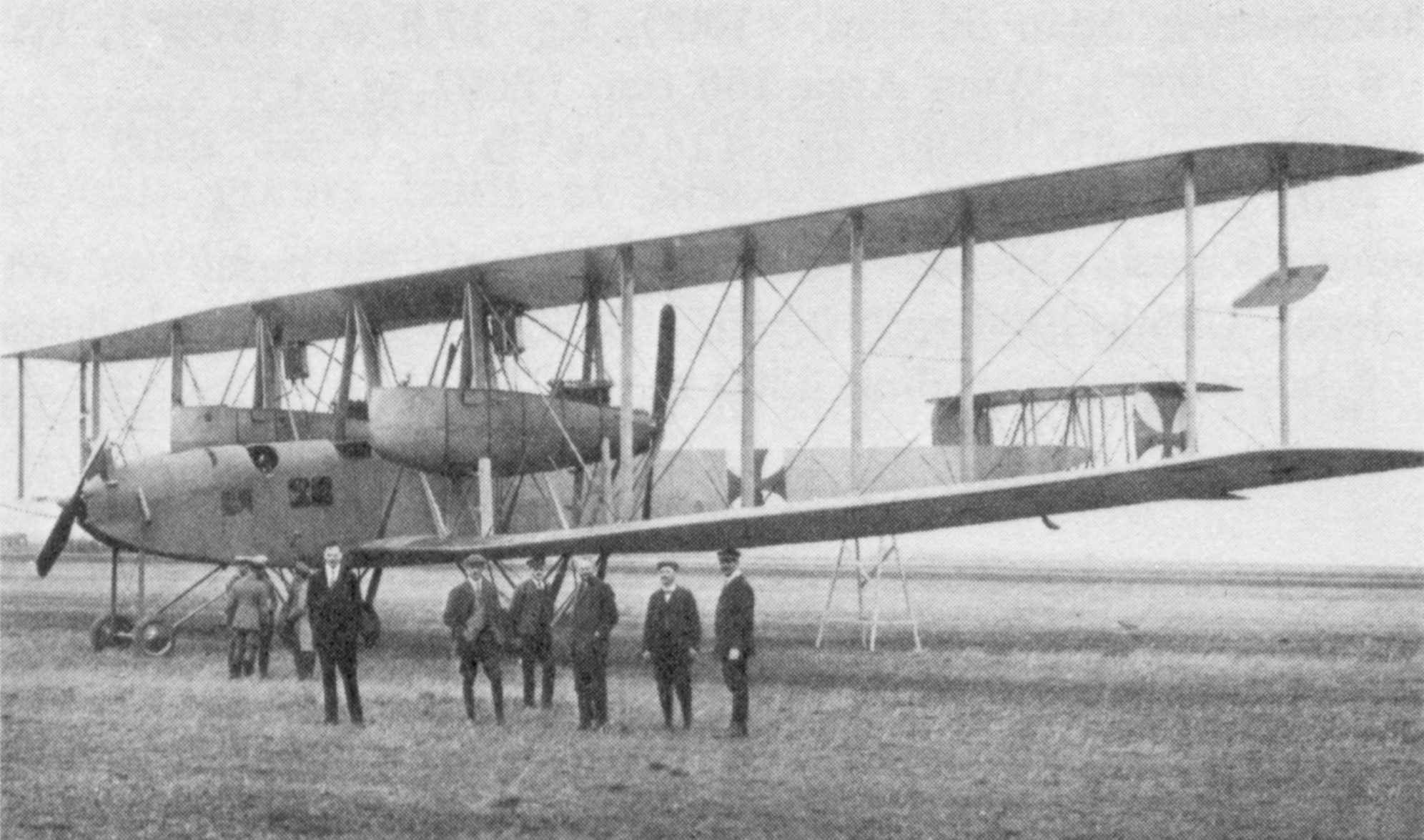
Riesenflugzeug VGO.III
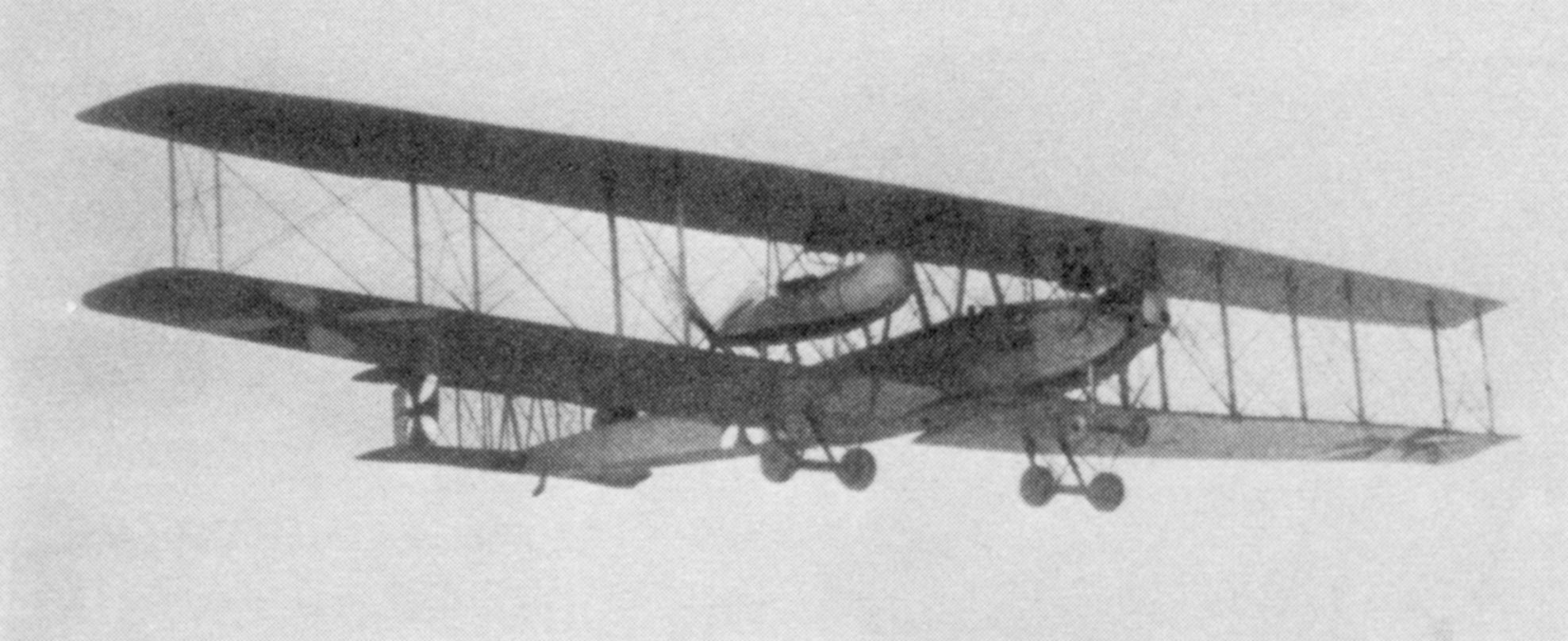
Zeppelin-Staaken R.IV
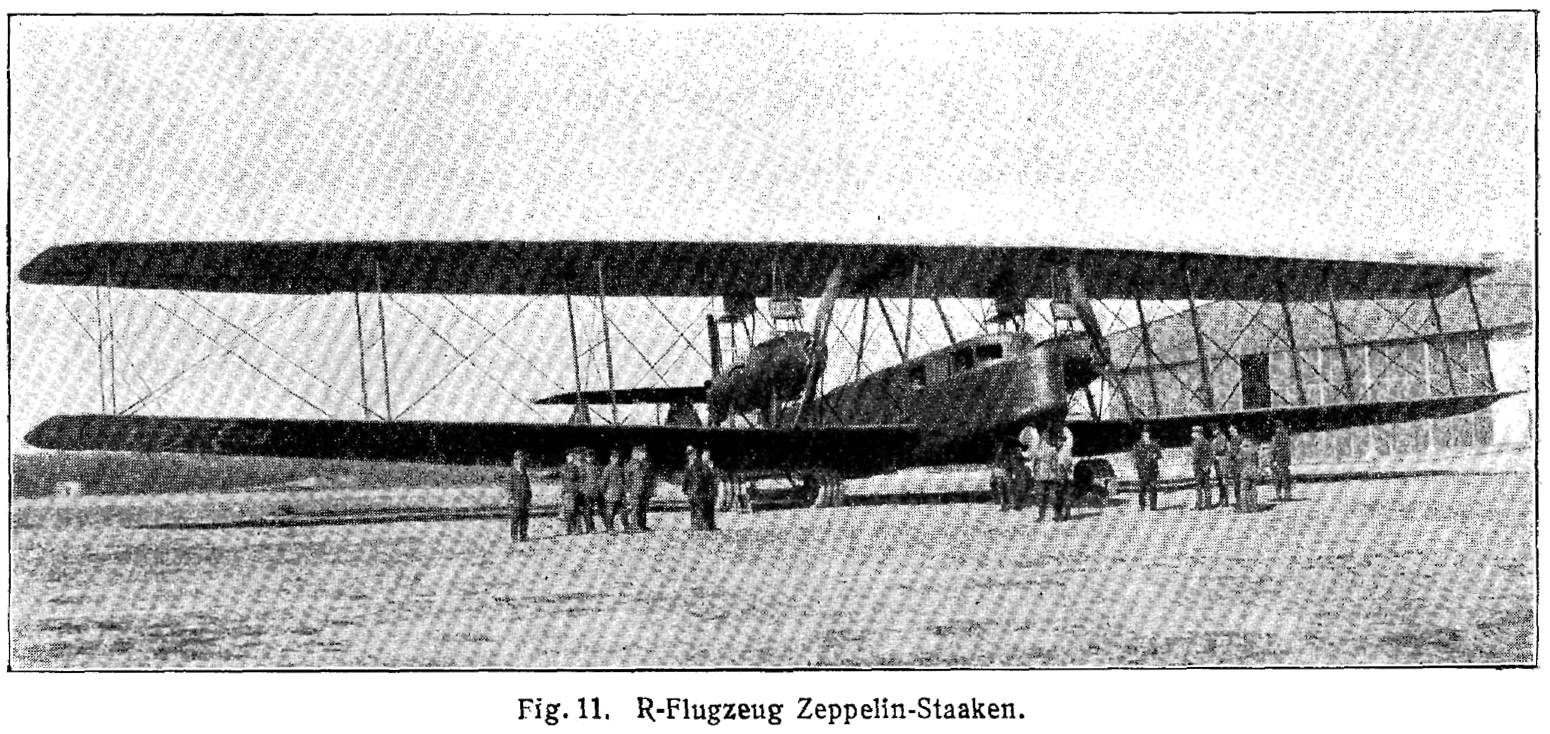
Zeppelin-Staaken R.VI
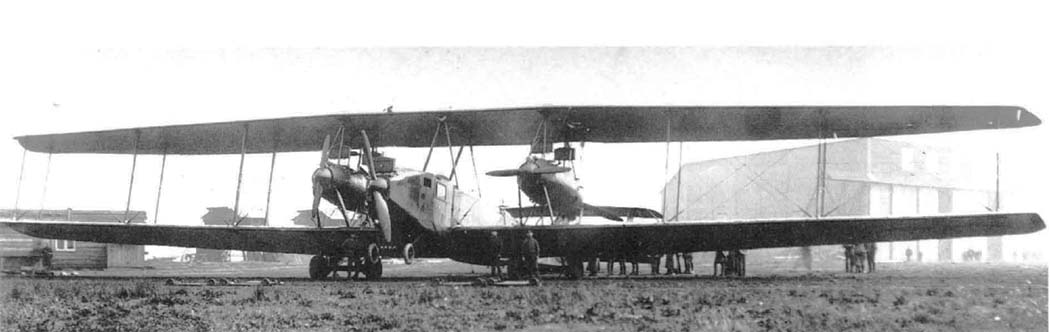
Zeppelin-Staaken R.XIV
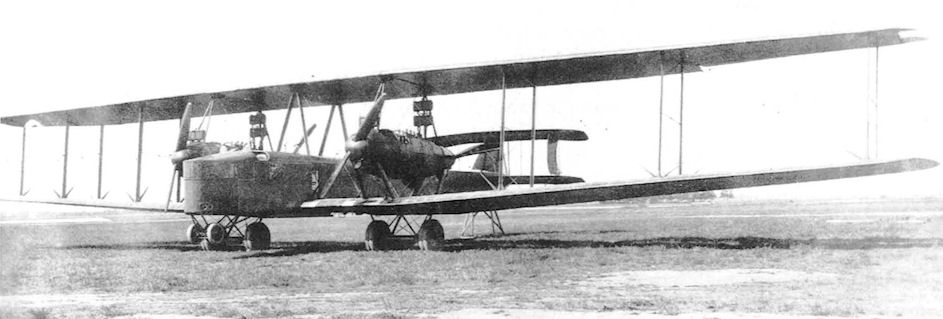
Zeppelin-Staaken R.XVI
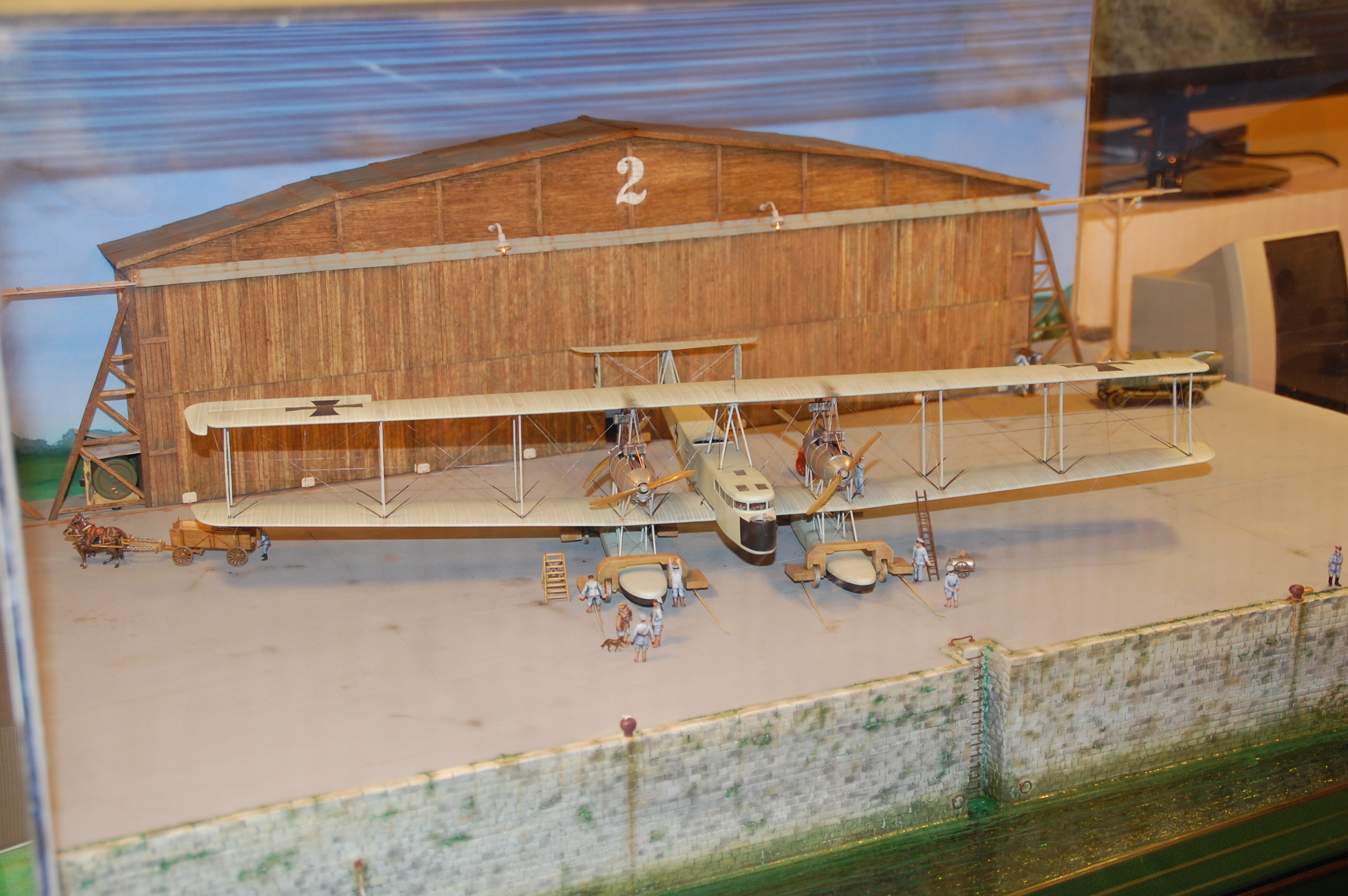
Modelo a escala, Hidroavión Zeppelin-Staaken L
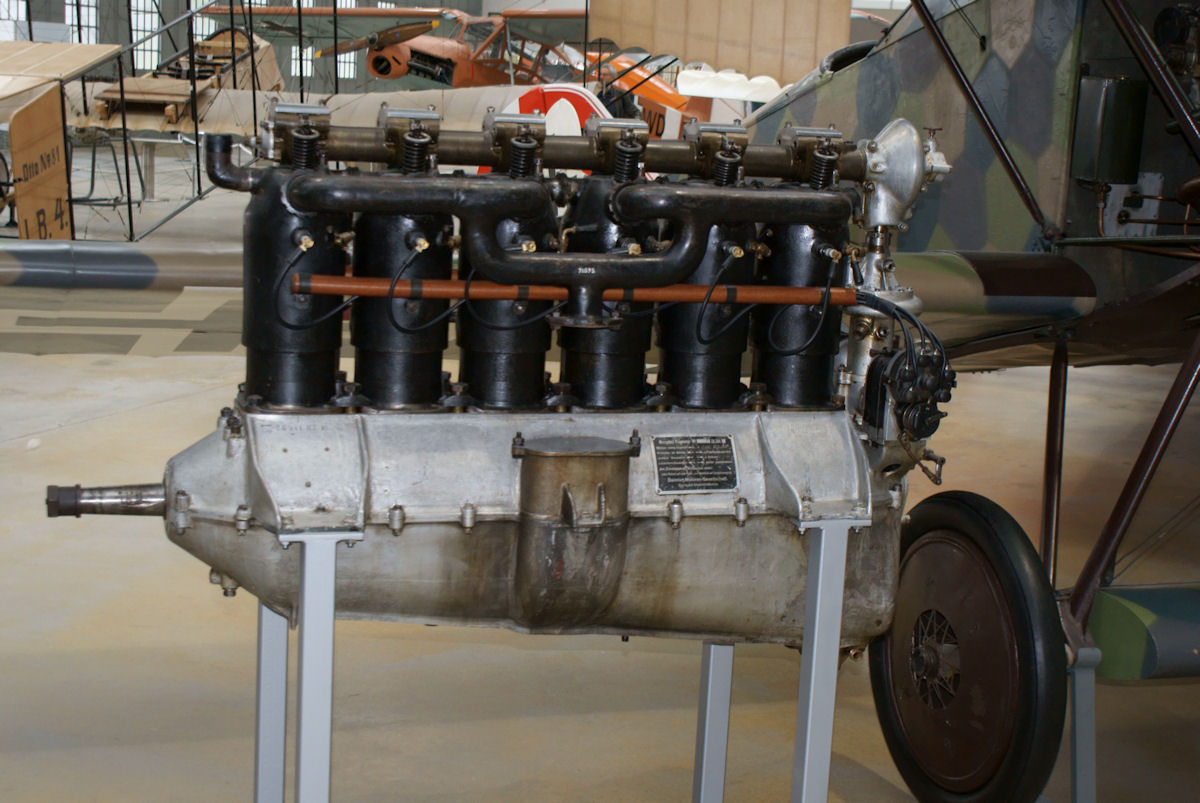
Motor lineal Mercedes D.III
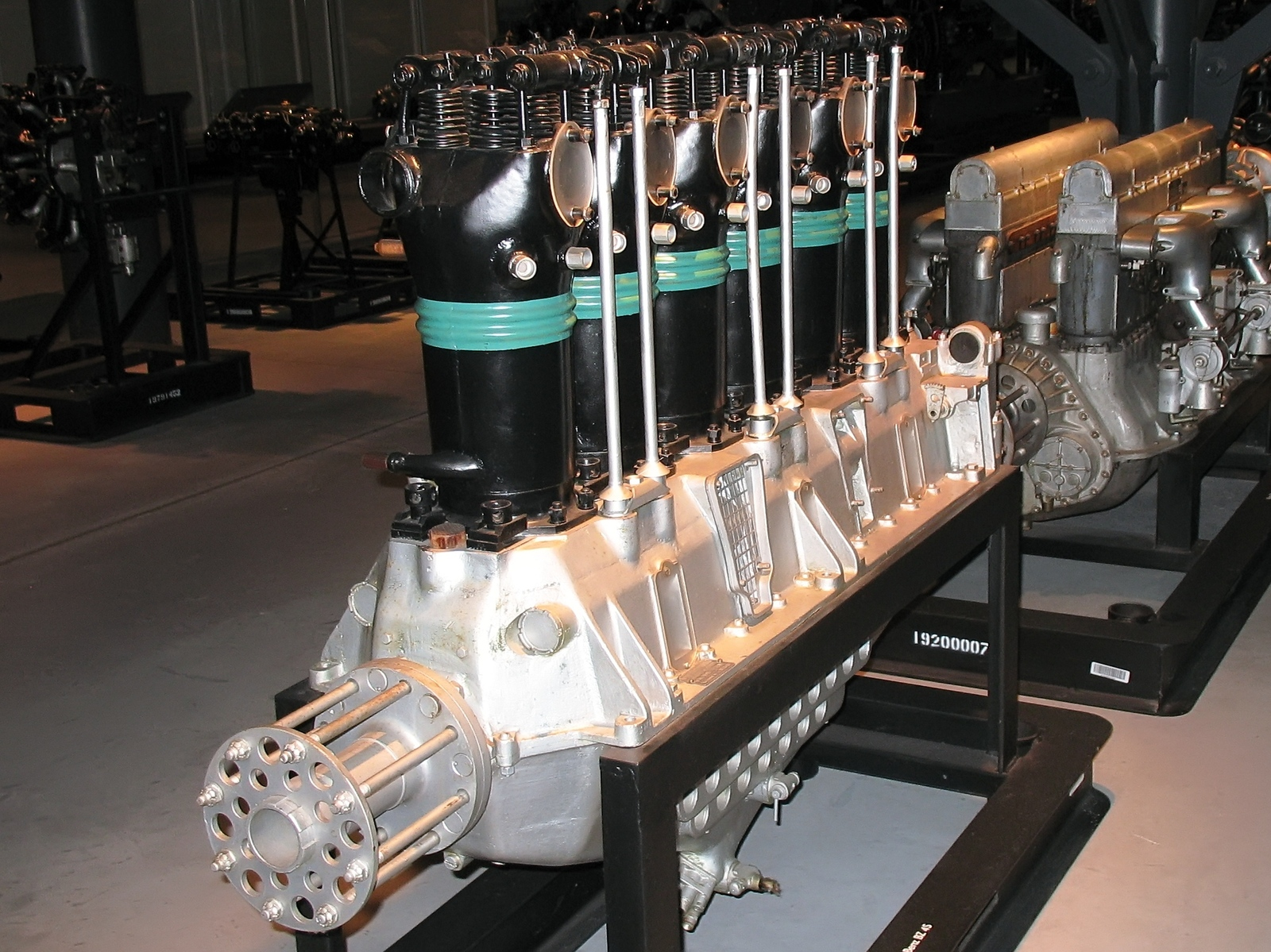
Motor Benz Bz.IV
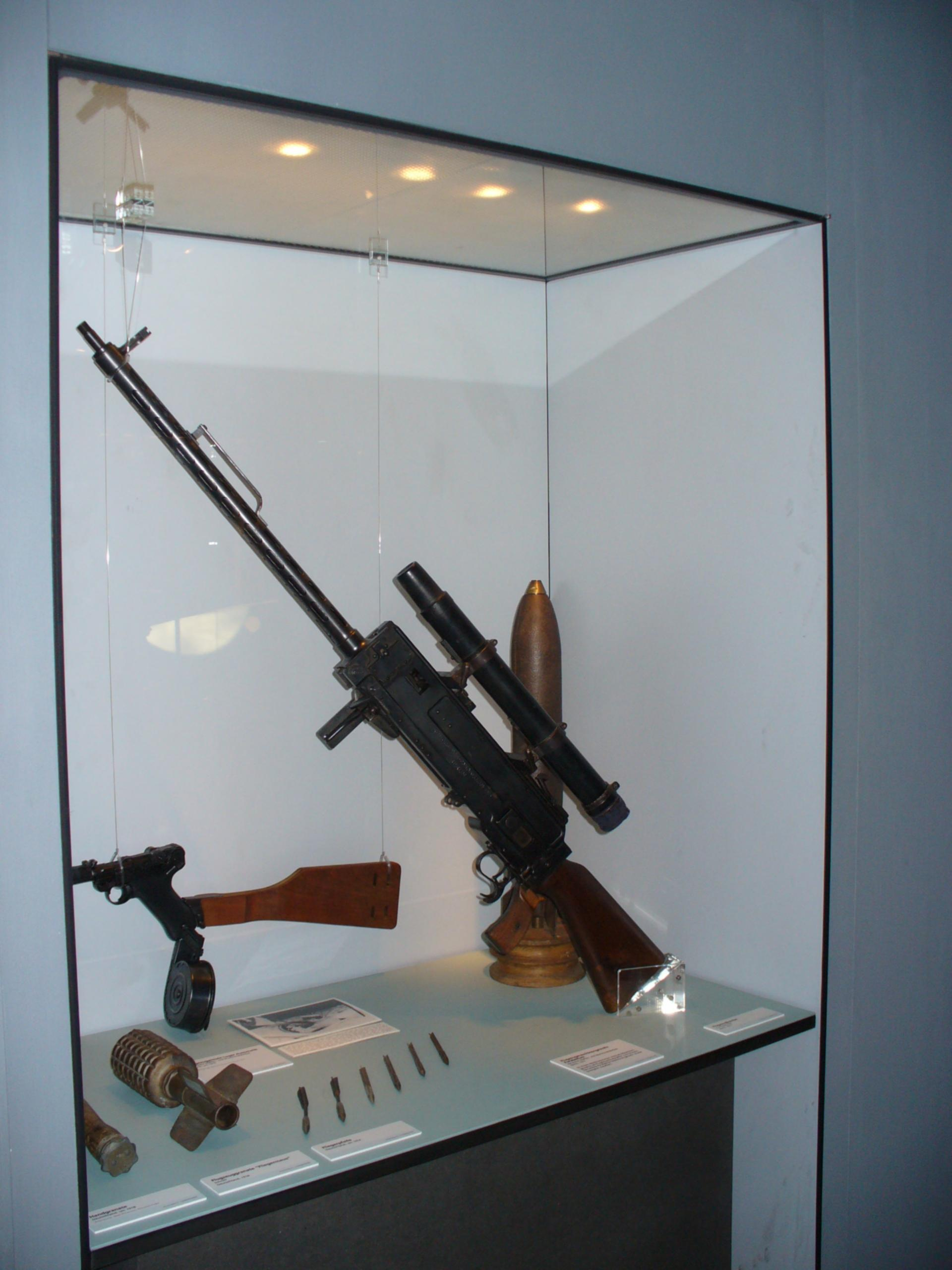
Parabellum MG 14 utilizada en los Zeppelin-Staaken